# استخدام داخل المجرى
الاستخدام داخل المجرى يشير إلى استخدام المياه التي تتدفق في مجرى قناة.  ومن الأمثلة على ذلك توليد الطاقة الكهرومائية والملاحة وتكاثر الأسماك واستخدامها والأنشطة الترفيهية.  وبعض الاستخدامات داخل المجرى، التي ترتبط عادة بتجمعات الأسماك والملاحة، تتطلب حدًا أدنى من المياه لتكون قابلة للحياة.
وكثيرًا ما يُستخدم المصطلح في المناقشات المتعلقة بتخصيص الموارد المائية و/أو حقوق المياه.